# ピラタス蓼科スノーリゾート
ピラタス蓼科スノーリゾート（ぴらたすたてしなすのーりぞーと）は、長野県茅野市の北八ヶ岳連峰の北横岳の西側に面したスキー場である。スノーボードは全面滑走可能。「ピラタス」はスイスの展望地・ピラトゥス山にちなむ。

## 概要
蓼科高原の中心的な位置にあり、最高地点2240mという日本でも屈指の標高にある北八ヶ岳リゾートの運営するスキー場である。
ゲレンデからは、正面に乗鞍岳を始めとした北アルプス、御嶽山を始めとした中央アルプス、入笠山を始めとした、南アルプスを見ることができ、背後には北横岳や蓼科山を見ることができる。
ゲレンデは山麓エリアと山頂エリアと分かれており、山麓側では2本のリフト沿いのコースが中心となる。山頂に行くには長さ2147m、100人乗りの北八ヶ岳ロープウエイを利用する。このロープウェイを使って効率的に山頂から山麓までの4kmに及ぶロング滑走が可能となるが、山頂方面のみを滑走するためのリフトはない。上部のコースは林間コースとなっており、コース幅はあまり広くはないが、標高の高さが生み出す樹氷林を見ながら滑走することができる。
このスキー場は北横岳登山のベースともなっており、ロープウェイにはスノーシューを使った雪山登山目的の利用者もいる。

## 索道
- ピラタス蓼科ロープウェイ 2147m
- スーパークワット 1000m
- ラビットトリプル 413m

## コース

### 山頂エリア
- 樹氷C（中級/林間/900m）
- カモシカC（中級/林間/1,250m)
- ひょうたんC（上級/無圧雪/1,350m）

### 山麓エリア
- モミの木C（中級/林間/1,300m）
- 石楠花C（中上級/1,250m）
- シラカバC（初級/1,100m）

- クロユリC（初級）
- テクニカルバーン（上級/400m）

## アクセス
- 中央自動車道諏訪ICから国道20号・国道152号からビーナスラインを経由し、約26km
- JR中央本線茅野駅より約24km。タクシー、諏訪バス（ピラタスロープウェイ行き）を利用